# Повесть о Дросилле и Харикле
Повесть о Дросилле и Харикле (греч. Τα κατά Δροσιλλαν και Χαρικλέα) — стихотворный любовный роман византийского писателя Никиты Евгениана, написанный в XII веке. Написан в основном триметрами, лирические части гекзаметрами.
Одна из рукописей Евгениана дает вариант заглавия с пояснением, что роман «сочинен в подражание покойному философу Продрому» (то есть роману последнего «Роданфа и Досикл»). Однако Евгениан обнаруживает заметную независимость от своего образца, особенно во второй части.

## Сюжет
Дросиллы и Харикла здесь содержатся

Побег, скитанья, бури, грабежи и плен,

Враги, тюрьма, пираты, голод и нужда,

Темницы мрак ужасный, даже солнечным

Лучам в неё проникнуть запрещающий,

Ошейник, из железа крепко скованный,

Разлуки тяжкой горе нестерпимое,

Но после все же бракосочетание
(преамбула)
Дросилла и Харикл знакомятся на Дионисийских празднествах, влюбляются друг в друга с первого взгляда и совершают побег. По дороге они попадают к диким племенам парфян. Харикл выдает себя за брата Дросиллы, и парфянский царевич Клиний, влюбившийся в Дросиллу, пытается использовать Харикла, чтобы добиться взаимности девушки. Затем на парфян нападают арабы, и Клиний погибает в схватке с ними. Арабы увозят молодых людей в качестве пленников, но Дросилла, зацепившись за ветку дерева, падает с повозки в обрыв. Харикл считает её погибшей. С этого места приключения Дросиллы и Харикла разделяются, и после многих перипетий они встречаются случайно в глухой деревне, в доме старой крестьянки Мариллиды. Следует завершающий роман эпизод счастливой свадьбы.

## Издания
- Повесть о Дросилле и Харикле / Изд. подгот. Ф. А. Петровский.— М.: Наука, 1969.— 157 с.— (Литературные памятники)